# Laïta (entreprise)
Pour le fleuve, voir Laïta.
 (janvier 2020).
Si vous disposez d'ouvrages ou d'articles de référence ou si vous connaissez des sites web de qualité traitant du thème abordé ici, merci de compléter l'article en donnant les références utiles à sa vérifiabilité et en les liant à la section « Notes et références ».
Laïta, entreprise coopérative laitière de l'Ouest français, filiale d'Even, est issue du regroupement, en 2009, des activités laitières des coopératives Even, Terrena et  Coopagri Bretagne (devenu depuis Triskalia puis Eureden). Elle commercialise les transformations laitières industrielles obtenues sous les marques Paysan Breton (et la marque Madame Loïk), Mamie Nova, Régilait, ainsi que sous des marques de distributeurs.

## Historique
Even, Terrena et Coopagri Bretagne, les trois coopératives agricoles fondatrices de Laïta sont respectivement créées en 1930, 1938 et 1911.
En 1973, Coopagri Bretagne crée avec Even l'Uclab (Union des Coopératives Laitières Bretonnes) à Landerneau ; puis, en 1991, avec Terrena, Laïta qui est alors une société de commercialisation de beurres et de fromages à destination de la grande distribution. En 1992  la Laiterie du Val d'Ancenis (Terrena) la Laiterie Nouvelle de l'Arguenon (LNA).
En 1994, Even rejoint Coopagri Bretagne et Terrena au sein de Laïta. Coopagri Bretagne, Even et Terrena se retrouvent coactionnaires de la Fromagerie de l'Iroise à Ploudaniel (29).
Coopagri Bretagne et la Laiterie du Val d'Ancenis (Terrena) créent Epi Ingrédients en 1996.
En 2000  Coopagri Bretagne, Even et Terrena se partagent le capital de la Centrale Laitière de Penthièvre à Créhen (22) qui regroupe des outils de séchage et de « caséinerie ».
Le 1er juillet 2009, les trois partenaires fondent une nouvelle entité nommée Laïta. Il s'agit dorénavant du regroupement de l’ensemble des activités de transformation laitière des trois partenaires.
Laïta collecte les laits crus réfrigérés de 2 060 exploitations laitières et emploie 3 150 salariés[réf. nécessaire].

## Implantations
Laïta a des membres dans tout l'ouest de la France, mais est implantée uniquement en Bretagne : son siège social est à Brest et elle possède des sites de transformation dans le Finistère (Landerneau et Ploudaniel), dans les Côtes-d'Armor (Créhen, Yffiniac et Lanfains) et en Loire-Atlantique (Ancenis). Laïta s'appuie également sur un site associé situé à Pont-Scorff.

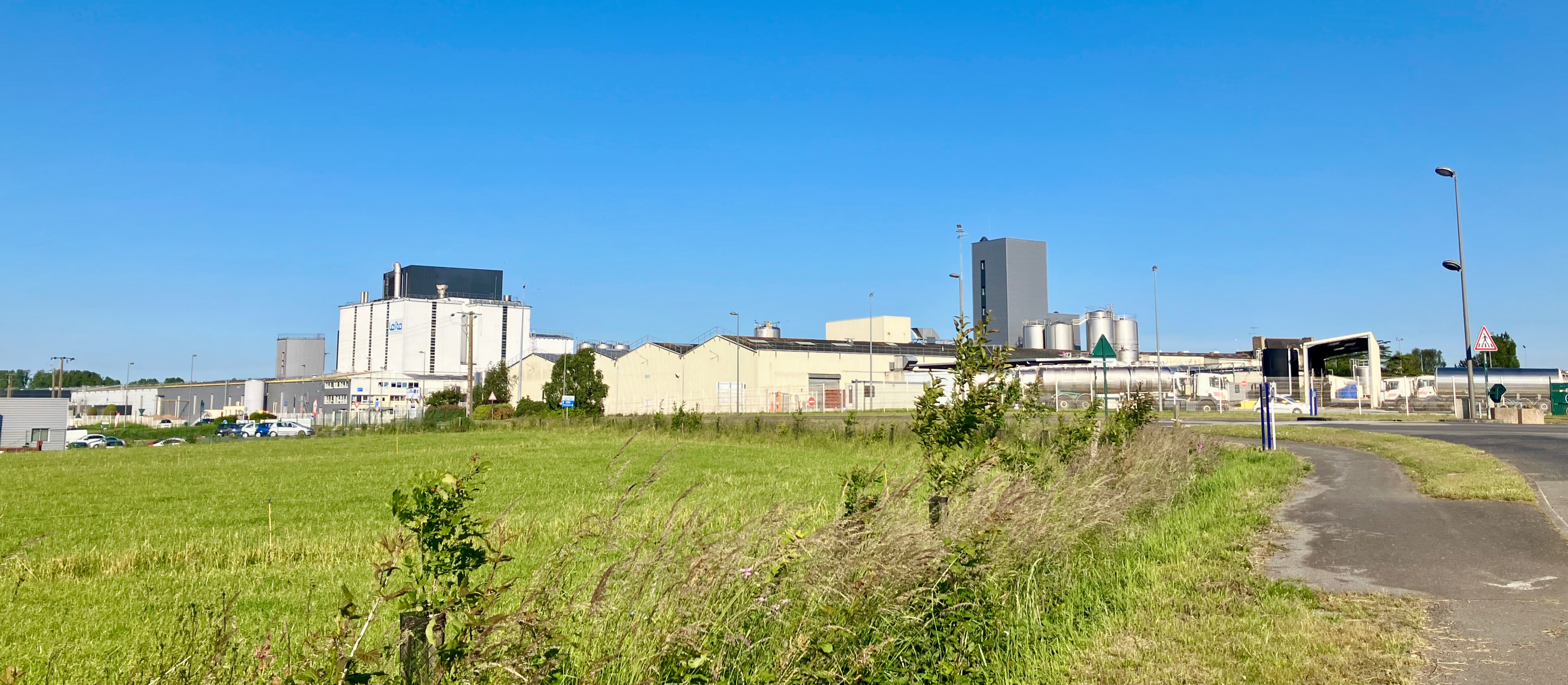
L’usine Laïta de Créhen, le site de fabrication du fameux fromage fouetté Madame Loïk, mais aussi du lait infantile et de la poudre de lait premium.
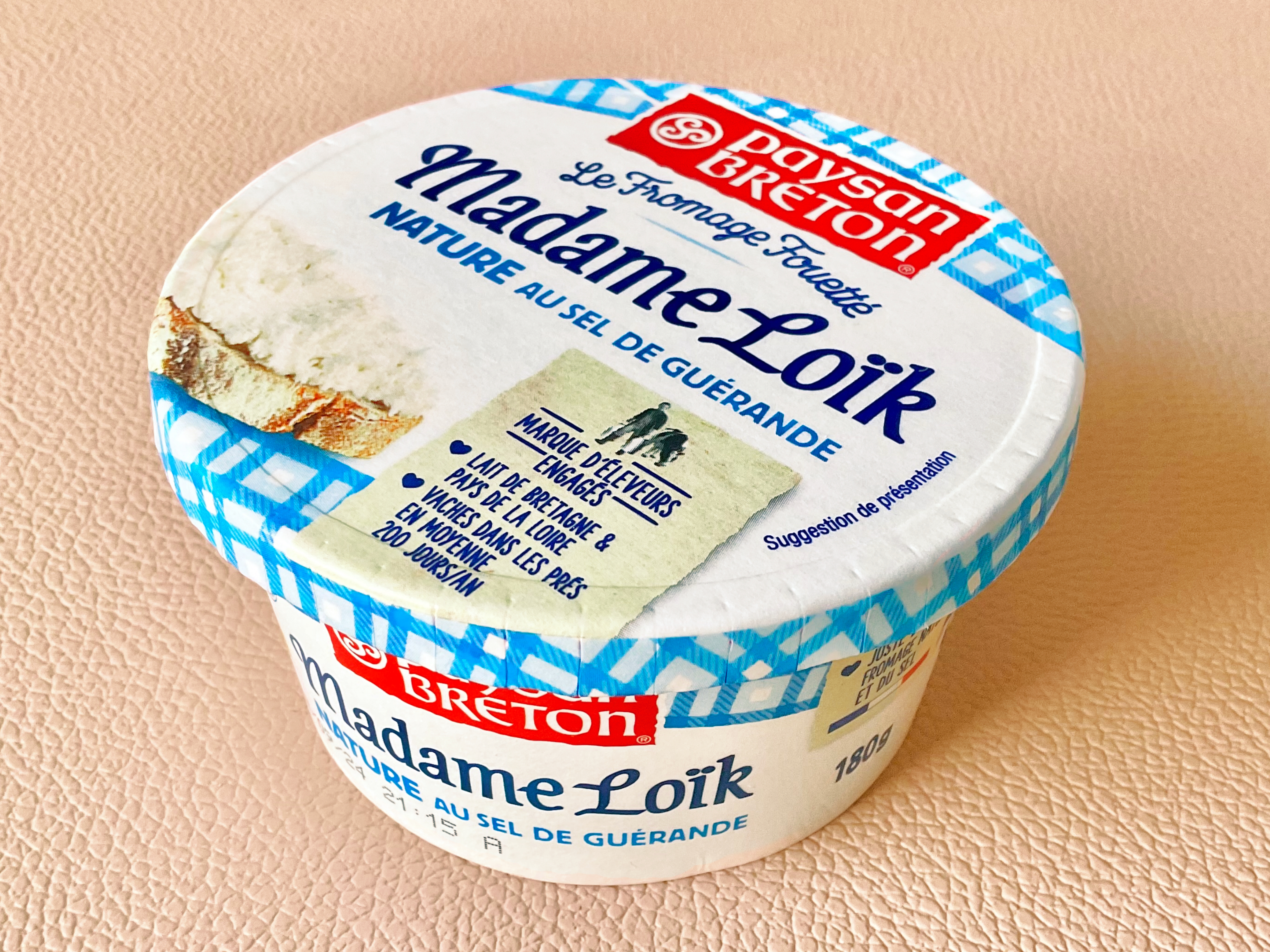
Le fromage fouetté Madame Loïk fabriqué à l’usine de Créhen.

## Produits transformés
Laïta vend des produits laitiers industriels destinés à différents types de marchés : des produits laitiers pasteurisés et standardisés de grande consommation (produits « ultra-frais », beurres, fromages, laits en poudre, laits concentrés, crêpes) ; des produits pour les professionnels de la restauration hors domicile (« fromages ingrédients », « fromages tartinables », « fromages portions », fromages « de plateau », beurres, produits « ultra-frais », crêpes) ; des ingrédients pour l'industrie agroalimentaire (produits laitiers frais, ingrédients fromagers surgelés IQF, ingrédients laitiers secs « fondamentaux », produits alimentaires « intermédiaires ») ; des produits estampillés « nutrition santé » ; de l'alimentation pour le jeune bétail (aliments d'allaitement, compléments alimentaires).

## Marques phares
Paysan breton est la marque propre de Laïta. 
Régilait, une marque des laits en poudre en granulés, des laits concentrés et des laits pour nourrisson. 
Mamie Nova, une marque apportée par Even que celui-ci co-détient avec le groupe Andros.